# 无声狂啸 (游戏)
《无声狂啸》是一款根据同名小说制作的冒险类游戏。由Dreamers Guild公司制作。本游戏最初于1995年3月在DOS发行。
游戏剧情设置是三个超级大国俄罗斯、中国和美国，都秘密地建造了一个庞大的地下计算机系统，以发动一场全球战争。
GameRankings给予77%的分数。